# Без крова и закона
Без крова и закона (фр. Sans toit ni loi, енгл. Vagabond) је француски драмски филм из 1985. у режији Ањес Варде, у ком глуми Сандрин Боне. Прича о младој жени, скитници, која једне зиме лута винском земљом Лангедок-Русијона. Филм је био 36. филм са највећом зарадом године са укупно 1.080.143 примљених у Француској.

## Радња
Филм почиње згрченим телом младе жене која лежи у јарку, прекривена мразом. Са ове слике, невидљиви анкетар (Варда) ставља камеру на мушкарце да је виде и на онога који ју је пронашао. Акција се затим враћа на жену, Мону, која хода поред пута, крије се од полиције и покушава да нађе превоз. На свом путовању она се дружи са другим скитницама, као и са радником у винограду из Туниса, породицом узгајивача коза, професором агрономије и служавком која завиди на ономе што сматра да је Монин леп и страствен начин живота. Мона објашњава једном од својих привремених сапутника да је једно време била секретарица у Паризу, али да је постала узнемирена начином на који живи, па је уместо тога одлучила да лута земљом, ослобођена сваке одговорности. Њено стање се погоршава све док коначно не падне тамо где је први пут наиђемо - у јарку, смрзнуту.

## Стил
Филм комбинује директне наративне сцене, у којима видимо Мону како живи свој живот, са псеудо-документарним секвенцама у којима се људи који су познавали Мону окрећу ка камери и говоре шта се сећају о њој. Значајни догађаји понекад остају неприказани, тако да гледалац мора да састави информације како би стекао потпуну слику.